# Duke of Clarence
Duke of Clarence war ein erblicher britischer Adelstitel, der dreimal, 1362, 1412 und 1461, in der Peerage of England verliehen wurde. 1789 wurde in der Peerage of Great Britain der Titel Duke of Clarence and St. Andrews und 1890 in der Peerage of the United Kingdom der Titel Duke of Clarence and Avondale verliehen.
Der Name Clarence wird von Glarentza im Fürstentum Achaia abgeleitet; eine Großtante des ersten Dukes, Mathilde von Hennegau, war dort bis 1318 Fürstin.
Alle fünf Verleihungen erfolgten an jüngere Söhne des englischen bzw. britischen Königshauses. Keinem der Dukes gelang es, den Titel zu vererben – dem Duke dritter Verleihung, weil er seinen Titel 1478 wegen Hochverrats aberkannt bekam, allen übrigen mangels legitimer männlicher Nachkommen, bzw. beim Duke of Clarence and St. Andrews auch weil seine Titel 1830 durch Verschmelzen mit der Krone erloschen.

## Liste der Dukes of Clarence

### Duke of Clarence, erste Verleihung (1362)
- Lionel of Antwerp, 1. Duke of Clarence (1338–1368), dritter Sohn König Edwards III, von England

### Duke of Clarence, zweite Verleihung (1412)
Nachgeordneter Titel: Earl of Aumale
- Thomas of Lancaster, 1. Duke of Clarence (1388–1421), zweiter Sohn König Heinrichs IV. von England

### Duke of Clarence, dritte Verleihung (1461)
- George Plantagenet, 1. Duke of Clarence (1449–1478), Bruder König Edwards IV.; Titel 1478 verwirkt

### Duke of Clarence and St. Andrews (1789)
Nachgeordneter Titel: Earl of Munster
- William, Duke of Clarence and St. Andrews (1765–1837), dritter Sohn König Georgs III. von Großbritannien und Irland, König von Hannover; folgte 1830 als König Wilhelm IV.

### Duke of Clarence and Avondale (1890)
Nachgeordneter Titel: Earl of Athlone
- Prinz Albert Victor, Duke of Clarence and Avondale (1864–1892), ältester Sohn Albert Edwards, Prince of Wales (später König Edward VII.)